# アン・オブ・デンマーク
アン・オブ・デンマーク（Anne of Denmark, 1574年12月12日 - 1619年3月2日）は、イングランド王ジェームズ1世（兼スコットランド王ジェームズ6世）の王妃。父はデンマーク＝ノルウェーの王フレゼリク2世。クリスチャン4世は弟。ジェームズ1世/6世の曾祖父であるスコットランド王ジェームズ4世の母マーガレット・オブ・デンマークもデンマーク王家出身であるが、アンはその弟フレゼリク1世の曾孫に当たる。

## 略歴・人物
1585年にジェームズ6世と婚約したが、初めデンマーク＝ノルウェーがスコットランドへ影響をおよぼすことを恐れたイングランド女王エリザベス1世の反対で、ジェームズ6世が一旦縁談を諦めた。しかし1587年にジェームズ6世の母で前スコットランド女王メアリーがエリザベス1世に処刑されると、スコットランド貴族達が縁談を蒸し返し実現する運びとなり、1589年8月20日にジェームズ6世の代理を立てた結婚式を挙げ、11月23日に直接ノルウェーのクリスチャニア（オスロ）まで出向いたジェームズ6世と結婚した。翌1590年4月にジェームズ6世は新妻アンと一緒に船に乗ってスコットランドへ帰国したが、途中で遭遇した嵐が魔女の仕業とされ、魔女裁判が断行される騒ぎになった。
ブロンドの美貌の女性であったという。しかし軽薄で浪費癖があり、スコットランドの王妃であったころから財政を脅かし、宝石好きが高じて装飾品を買い込み、金細工師兼金貸しのジョージ・ヘリオットから借金を重ねた。また夫との間に諍いが絶えず、長男ヘンリー・フレデリックを産んだことが諍いのきっかけになり、アンが父にちなんで息子にフレデリックと名付けたかったのに対し、ジェームズ6世はヘンリーと名付けたかったことで争い（最終的に複合名ヘンリー・フレデリックで決着）、ヘンリー・フレデリックをスターリング城から出さない夫に対し強引に城から出そうと画策したことで夫婦は一層疎遠になった。
1603年に夫がイングランド王に即位したためロンドンへ移ってからは、イングランド宮廷の華美な行事や催し物が気に入り、ベン・ジョンソンなどの劇作家による仮面劇をたびたび催し、自分も演じたという。侍女や側近を多数連れての大旅行を好み、保養地バースはお気に入りだった。また建築狂いで、妙な建築物を多数つくって莫大な負債を残し、夫を困らせた。
信仰に判然としない所も夫の悩みになり、結婚当初はプロテスタントであったが、ロンドン移転後の翌1604年にカトリックに改宗した（理由は不明）。そうしておきながら死の床で「自分はプロテスタントであった」と告白して亡くなった。アンが亡くなると莫大な負債が残され、夫は悩まされることになった。彼女については「空っぽの頭」（Empty Headed）と酷評する人もいたという。
政治に容喙しなかったが、夫にロンドン塔へ投獄されたウォルター・ローリーに息子共々肩入れし、鬱病気味だったところをローリーに調合した薬を与えられたと言われ、夫に釈放を掛け合った。また実現しなかったが、1606年にアンの弟クリスチャン4世がローリーを招聘したいとジェームズ1世に申し入れ、ギアナを征服してプロテスタント国家でスペイン包囲網を敷こうとした。

## 子女
夫との間に3男4女を生んだが、成人したのは1男1女、チャールズ1世と、プファルツ選帝侯フリードリヒ5世の妃エリザベス（エリーザベト）だった。長男ヘンリーは国民的人気があり、18歳で早世しなければイングランド内戦も、チャールズ1世の処刑もなかっただろうとさえ言われた。また、娘エリザベスの孫がハノーヴァー朝初代のジョージ1世である。
- ヘンリー・フレデリック（1594年 - 1612年） - 王太子のまま早世
- エリザベス（1596年 - 1662年） - プファルツ選帝侯フリードリヒ5世妃
- マーガレット（1598年 - 1600年）
- チャールズ（1600年 - 1649年） - イングランド王チャールズ1世
- ロバート（1602年）
- メアリー（1605年 - 1607年）
- ソフィア（1607年）